# Little Odessa (film)
Pour les articles homonymes, voir Little Odessa (homonymie).
Pour plus de détails, voir Fiche technique et Distribution.
Little Odessa est un film américain réalisé par James Gray, sorti en 1994. C'est le tout premier long métrage du réalisateur-scénariste.

## Synopsis
Joshua Shapira (Tim Roth) est un tueur à gages d'une trentaine d'années. Un jour, son commanditaire lui ordonne de se rendre à Brighton Beach, quartier juif ukrainien de Brooklyn, pour exécuter un bijoutier iranien véreux. C'est le quartier de son enfance, où il a tué quelques années auparavant le fils du parrain de la mafia du quartier Boris Volkoff.
Joshua est un homme déprimé et d'une incroyable froideur et brutalité. Il se rend à contrecœur à sa destination. Son jeune frère Reuben (Edward Furlong), d'une dizaine d'années son cadet, apprend qu'il est revenu et souhaite à tout prix reprendre contact avec lui. Joshua se montre d'abord réticent, pour éviter de le mettre en danger, avant d'accepter après avoir appris que leur mère est mourante. Reuben vit encore chez ses parents : d'un côté Irina, une mère douce et attentionnée, de l'autre Arkady, un vendeur de journaux soucieux de l'éducation de ses enfants, très despotique, un fort caractère qui a laissé des séquelles psychiques à ses 2 enfants, particulièrement à Joshua qu'il a chassé à la suite de ses activités criminelles. Lorsque ce dernier se rend à l'appartement pour revoir sa mère, Arkady gifle Reuben pour avoir ramené Joshua à la maison ; Joshua réagit et assène un violent coup de poing à son père qui le chasse ensuite. Parallèlement, Volkoff commence à se douter de la présence de l'assassin de son fils à Brighton.

## Fiche technique
Sauf indication contraire, les informations mentionnées dans cette section peuvent être confirmées par la base de données cinématographiques IMDb,  présente dans la section « Liens externes ».
- Titre : Little Odessa
- Réalisation et scénario : James Gray
- Décors : Kevin Thompson
- Costumes : Michael Clancy
- Photographie : Tom Richmond
- Montage : Dorian Harris
- Musique : Dana Sano
- Production : Paul Webster
- Société de production : Fine Line Features, Live Entertainment et New Line Cinema
- Société de distribution : Fine Line Features (Etats-Unis), Les Films Number One (France), Ciné Sorbonne (France, ressortie en version restaurée)
- Budget : 2 300 000 $[1]
- Pays d'origine :  États-Unis
- Langue originale : anglais (quelques passages en yiddish et en russe)
- Format : couleur (Technicolor) — 35 mm — 2,35:1 — son Dolby Digital
- Genres : Drame, film de gangsters et thriller
- Durée : 98 minutes
- Dates de sortie[2] :
  -  France : septembre 1994 (festival du cinéma américain de Deauville)
  -  France : 4 janvier 1995
  -  États-Unis : 19 mai 1995
  -  France : 9 mars 2016 (version restaurée)
- Classification :
  - États-Unis : R
  - France : Interdiction aux mineurs de moins 12 ans

## Distribution
- Tim Roth (VF : Philippe Vincent) : Joshua Shapira
- Edward Furlong (VF : Damien Boisseau) : Reuben Shapira
- Vanessa Redgrave : Irina Shapira
- Maximilian Schell : Arkady Shapira
- Moira Kelly (VF : Déborah Perret) : Alla Shustervich
- Paul Guilfoyle : Boris Volkoff
- Natalya Andrejchenko : Natasha
- David Vadim : Sasha
- Mina Bern : Grandma Tsilya
- Boris McGiver : Ivan
- Mohammed Ghaffari : Pahlevi
- Michael Khmurov : Yuri
- Dmitry Preyers : Victor

## Production
Pour son premier long métrage, James Gray s'inspire largement de l'histoire de sa propre famille, juive russe, qui a immigré aux États-Unis dans les années 1920. Il se documente par ailleurs beaucoup sur la mafia de Brighton Beach : « J'ai lu tous les articles se rapportant au sujet que je pouvais trouver dans n'importe lequel des principaux journaux. J'ai traîné du côté de Brighton Beach pendant des mois et rencontré tout un tas de personnes. J'ai parlé à la police de New York de ce sujet. Je n'ai jamais cherché à faire un film sur la mafia russe juive en tant que telle mais j'espère que la description de ce milieu est juste ». Il mettra deux ans à financer le projet.
Le tournage a lieu du 20 janvier au 28 février 1994 à Brooklyn, notamment à Bay Ridge, Brighton Beach, Coney Island, Red Hook ou encore Sheepshead Bay.

## Accueil

### Critiques
À sa sortie, malgré de nombreux prix dans des festivals, le film reçoit des critiques assez partagées. Sur l'agrégateur américain Rotten Tomatoes, il récolte 61% d'opinions favorables. Sur Metacritic, il obtient une note moyenne de 62⁄100 pour 18 critiques.
Le réalisateur français Claude Chabrol déclare être un grand fan du travail de James Gray dès la vision de ce premier long métrage.

### Box-office
Aux États-Unis, le film ne récolte que 1 095 885 $. En France, il enregistre 187 616 entrées.

## Distinctions
- Union de la critique de cinéma 1996 : Grand Prix[12]
- Festival du cinéma américain de Deauville 1994 : Prix de la critique (exæquo avec Federal Hill de Michael Corrente)
- Mostra de Venise 1994 : Lion d'argent du meilleur réalisateur
- Coupe Volpi du meilleur second rôle féminin pour Vanessa Redgrave